# Rimska vila
Rimska vila je bila podeželska hiša s posestvom, zgrajena za višji razred v Rimski republiki in rimskem cesarstvu.

## Tipologija in razporeditev
Plinij starejši (23-79) je razlikoval dve vrsti vil: vila urbana, podeželski sedež, ki bi ga lahko zlahka dosegli iz Rima (ali drugega mesta) za eno ali dve noči; in villa rustica, kmečko posestvo, ki so ga stalno zasedali uslužbenci, ki so tudi sicer imeli posesti. Vila rustica se je osredotočila na vilo, morda le sezonsko zasedeno. V času cesarstva je koncentracija cesarskih vil rasla v bližini Neapeljskega zaliva, zlasti na otoku Capri, v Monte Circeo na obali in na Antiumu (Anzio). Bogati Rimljani so pobegnili poletni vročini v hribe okoli Rima, zlasti okoli Frascatija (prim. Hadrijanova vila). Cicero naj bi imel najmanj sedem vil, najstarejša med njimi, ki jo je podedoval, v bližini Arpinuma v Laciju. Plinij mlajši je imel tri ali štiri, od katerih je primer blizu Laurentiuma najbolj znan iz njegovih opisov.
Cesarstvo je vsebovalo veliko različnih vil, ki niso bile vse bogato opremljene z mozaičnimi tlemi in freskami. V provincah lahko sodobni znanstveniki vsako podeželsko hišo z nekaterimi dekorativnimi elementi v rimskem slogu imenujejo "vila". Nekatere so bile počitniške hiše - kot je bila Hadrijanova vila v Tivoliju -, ki so bile postavljene na hladnih gričih, in dosegljive iz Rima, ali - kot Vila papirusov v Herkulaneju - na slikovitih lokacijah s pogledom na Neapeljski zaliv. Nekatere vile so bile bolj podobne podeželskim hišam v Angliji, vidnem sedežu moči lokalnega bogataša, kot je znana palača, odkrita v Fishbournu v Sussexu. Prav tako so se pojavile primestne vile na robu mest, kot so srednje in pozno republikanske vile, ki so se vgnezdile na Marsovem polju (Campus Martius), takrat na robu Rima, in ki jih je mogoče videti tudi zunaj mestnih obzidij Pompejev. Te zgodnje primestne vile (villa suburbana), kot so tiste na rimskem Avditoriumu ali v Grottarossi v Rimu, prikazujejo starost in dediščino vile suburbane v osrednji Italiji. Možno je, da so bile te zgodnje, primestne vile pravzaprav sedeži moči (morda celo palače) regionalnih vojakov ali vodij pomembnih družin (gentes). Tretja vrsta vile je zagotovila organizacijski center velikih gospodarstev, imenovanih latifundij, ki so proizvajala in izvažala kmetijske pridelke; takšne vile niso bile nujno razkošne. V 4. stoletju je lahko villa preprosto označila kmetijsko gospodarstvo: Jerome je v evangeliju po Marku (xiv, 32) prevedel chorion, ki opisuje oljčni nasad iz Gethsemana, z villa, brez sklepa, da so tam sploh stanovanja.

## Arhitektura kompleksa vile
Za splošen opis glej Rimska arhitektura
Do 1. stoletja pred našim štetjem je 'klasična' vila prevzela številne arhitekturne oblike, s številnimi primeri, ki so uporabljali atrij ali peristil, za zaprte prostore, odprte za svetlobo in zrak. Zgornji razred, premožni rimski državljani na podeželju okoli Rima in po celotnem imperiju so živeli v kompleksih vil, nastanjeni na podeželskih kmetijah. Kompleks vile je sestavljen iz treh delov: 
- Pars urbana, kjer sta živela lastnik in njegova družina. To bi bilo podobno kot bogataš v mestu in bi imela poslikane stene. [5]
- Pars rustica, kjer sta delovala in živela kuharica in sužnji vile. To so bili tudi bivalni prostori za živali na kmetiji. Običajno bi tu bile druge sobe, ki bi se lahko uporabljale kot skladišča, bolnišnica in celo zapor.
- Villa fructuaria so bila skladišča. To bi bilo, če bi bili proizvodi kmetije pripravljeni za prevoz do kupcev. Skladiščni prostori bi se uporabljali za olje, vino, žito, grozdje in druge pridelke ville. Druge sobe v vili so bile lahko pisarna, tempelj za bogoslužje, več sob, jedilnica in kuhinja.

Vile so bile pogosto opremljene z vodnimi kopalnimi napravami in mnoge so imele talno centralno ogrevanje, znano kot hipokavst. 

## Družbena zgodovina
Vila bi lahko bila precej prostorna, kot so vile iz cesarskega obdobja, zgrajene na obmorskih pobočjih s pogledom na Neapeljski zaliv v Baiae; druge so se ohranile v Stabiae in Herkulaneju pokrite s pepelom in blatom od izbruha Vezuva leta 79, ki je ohranila tudi Papirusno vilo in njene knjižnice. Manjše na podeželju so celo nekomercialne vile, ki so delovale kot samostojne enote, s pripadajočimi kmetijami, oljčnimi nasadi in vinogradi. Rimski pisatelji se z zadovoljstvom sklicujejo na samozadostnost teh vil, kjer so pili svoje vino in stiskali lastno olje. Idealen rimski državljan je bil neodvisen kmet, ki je obdeloval svojo zemljo. Resnica ni bila daleč od te podobe, čeprav so celo dobičkonosne latifundije, velike suženjske vile, verjetno zrasle iz pridelave osnovnih živil za lastno porabo.
Pozna rimska republika je doživela eksplozijo gradnje vil v Italiji, zlasti v letih po Sulovi diktaturi (81 pr. n. št.). V Etruriji je bila vila v Settefinestre razložena kot središče ene od latifundij, ki so bile vključene v obsežno kmetijsko proizvodnjo. V Settefinestre in drugod ni bilo osrednje stanovanjske vile. Druge vile v zaledju Rima se razlagajo v luči agrarnih razprav, ki so jih napisali  Katon starejši, Columella in Varro, vsi pa so skušali definirati primeren način življenja konservativnih Rimljanov, vsaj v idealističnem smislu.
Velike vile so prevladovale v podeželskem gospodarstvu Padske nižine, Kampanije in Sicilije, prav tako pa so delovale v Galiji. Vile so bile središča različnih gospodarskih dejavnosti, kot so rudarstvo, lončarstvo ali vzreja konj, kot so najdeni v severozahodni Galiji . Vile, specializirane za pomorski izvoz oljčnega olja v rimske legije v Nemčiji, so postale značilnost južne Iberske province Hispania Baetica . V provincah v Afriki in Numidiji so v severni Afriki izkopali nekaj luksuznih vil.
Nekatera območja, ki so bila zlahka dosegljiva iz Rima, so nudila hladne prenočitve v poletni vročini. Gaj Maecenas je vprašal, kakšno hišo bi lahko bila primerna v vseh letnih časih. Cesar Hadrijan je imel v Tiburju (Tivoli) vilo, na območju, ki je bilo priljubljeno pri Rimljanih. Hadrijanova vila, datira v leto 123, je bila bolj podobna palači, saj je bila Neronova palača, Domus Aurea na Palatinskem griču v Rimu, razporejena v skupine v načrtovani rustikalni pokrajini, bolj kot vila. Cicero je imel več vil. Plinij mlajši je svoje vile opisal v svojih pismih. Rimljani so izumili vilo ob morju: vinjeta v steni s freskami v hiši Lucretius Fronto v Pompejih še vedno kaže vrsto hiš za užitek ob morju, vse s portiki ob sprednji strani, nekatere pa se dvigajo na pobočnih ravneh do altane na vrhu, ki bi jo v najbolj tihih večerih ujel vetrič. 
Nekatere poznorimske vile so imele luksuzne predmete, kot so sobe z ogrevanjem s hipokavstom in tla z mozaiki; mozaiki so znani tudi iz rimske Britanije. Ko je Rimski imperij propadel, so bile v Britaniji opuščene vile. Na drugih področjih so nekatere delno preživele; velike delovne vile so aristokrati in teritorialni bogataši podarili posameznim menihom, pogosto da so postale jedro znanih samostanov. Tako se je v zgodnjem srednjem veku ohranil sistem vile pozne antike. Benedikt iz Nursije je ustanovil svoj vplivni samostan Monte Cassino v ruševinah vile v Subiacu, ki je pripadala Neronu. Okoli leta 590 se je Sveti Eligij rodil v visokokakovostni galsko-rimski družini v 'vili' Chaptelat pri Limogesu v Akvitaniji. Opatija pri Stavelotu je bila ustanovljena okrog leta 650 na mestu nekdanje vile v bližini Lièga, podobno ustanovitev pa je imela bazilika v Vézelayu. Šele leta 698 je Willibrord ustanovil opatijo v rimski vili Echternach, v Luksemburgu blizu Trierja, ki mu ga je predstavila Irmina Orenska, hči Dagoberta II., kralja Frankov.

## Vile v rimski Galiji
Ko se je imperij širil, so se vile razširile v zahodne pokrajine, vključno v Galijo in rimsko Britanijo. To je bilo kljub dejstvu, da se pisci tega obdobja nikoli niso mogli povsem odločiti, kaj naj bi pomenila vila. Iz Palladijeve razprave je jasno, da je imela vila kmetijsko in politično vlogo. V rimski Galiji se je izraz vila nanašal na veliko različnih zgradb . Vile v rimski Galiji so bile prav tako predmet regionalnih razlik, na primer v severnih in osrednjih galskih je bila mora kolonada in paviljon, medtem ko je bila v južni Galiji peristil. Slog vile, lokacije, število sob in bližina jezera ali oceana so bili načini prikazovanja bogastva lastnikov.
Tudi vile so bile središča proizvodnje, galsko-rimska vila pa je bila tesno povezana z vinogradništvom in pridelavo vina. Lastniki so bili verjetno kombinacija lokalnih galskih elit, ki so se po osvajanju hitro romanizirale, pa tudi Rimljani in Italijani so želeli izkoristiti bogate lokalne vire. Vile bi bile središče kompleksnih odnosov z lokalnim okoljem. Veliko dela bi bilo opravljenega s strani suženjskega dela ali lokalnih kmetov, ki so jih najemali "Coloni". Poleg naselitvene družine bi obstajal tudi skrbnik. 

## Priznane rimske vile
- Hadrijanova vila v Tivoliju v Italiji
- Vila Armira v bližini Ivajlovgrada v Bolgariji
- "Hiša Antiope" v Muzeju mozaikov v Devnyi, Bolgarija
- Fishbournska rimska palača in rimska vila Bignor v zahodnem Sussexu v Angliji
- Rimska vila Lullingstone v Kentu v Angliji
- Vila Romana del Casale na trgu Piazza Armerina na Siciliji v Italiji
- Rimska vila Chedworth v Gloucestershireu
- Rimska vila Littlecote v Wiltshireu
- Vila Rumana v tejtun na Malti
- Vila misterijev, Pompeji
- House of Menander, Pompeji
- Vile Plinijeve komedije in tragedije, Komsko jezero, Italija
- Romanska vila La Olmeda v Palenciji v Španiji
- Roman Villa Borg, Nemčija